# Милевци
 Тази статия е за селото в България.  За селото в Западните покрайнини, Сърбия вижте Милевци (община Босилеград).  
Милевци е село в Северна България. То се намира в община Трявна, област Габрово.

## География
Село Милевци се намира в планински район.